# Zhao Xigu
Zhao Xigu ou Chao Hsi-Ku ou Tchao Hi-Kou est un peintre chinois des XIIe et XIIIe siècles, Ses dates de naissance et de décès ainsi que ses origines ne sont pas connues. On sait cependant qu'il est actif vers 1190-1230.

## Biographie
Artiste érudit, Zhao Xigu est l'auteur d'un guide à l'usage des esthètes et des collectionneurs d'antiquités, le Dong Tian Qing Lu Ji, comportant dix chapitres dont l'un est consacré à la peinture. On y trouve de précieuses informations sur différentes pratiques de certains peintres, ainsi que sur les questions de montage, de l'opposition des signatures et des sceaux, des copies et des faux. Cela constitue une documentation extrêmement utile pour ce qui concerne en particulier les problèmes d'authentification.